# Teorija ledene gore
Teorija ledene gore (znana tudi kot teorija izpustitve) je literarno-teoretski koncept, ki ga je uveljavil ameriški pisatelj Ernest Hemingway. Gre za stil pisanja, katerega ključna značilnost je izpuščanje. 
Hemingway je začel svojo pisateljsko kariero kot reporter. Novinarsko pisanje, predvsem za časopise, se osredotoča le na poročanje dogodkov, pri čemer se deli, ki so nebistveni, bralcu neznani in nepotrebni, izpuščajo. Ko začne pisati romane, obdrži ta minimalističen stil pisanja, ki se osredotoča predvsem na površinske elemente, ki pa nakazujejo na neko temeljnešjo temo ali problematiko. Hemingway je menil, da pravo sporočilo nekega dela ne sme biti jasno že iz površinske zgodbe, ampak se ga mora - skritega sicer nekje v globini besedila - kljub temu dati razbrati.

## Ozadje
Kot mnogi ameriški pisatelji je tudi Hemingway po dokončani srednji šoli pričel z delom novinarja pri The Kansas City Star, kjer se je hitro naučil, da se resnica pogosto skriva pod površjem (zgodbe). Med poročanjem aktualnih dogodkov takratne grško-turške vojne za Toronto Star je pridobil dragocene pisateljske izkušnje, ki so mu bile v pomoč pri ustvarjanju leposlovja. Verjel je, da leposlovje sicer lahko temelji na realnosti, ampak če povzema izkušnje, kot je pojasnil, je to, kar si je izmislil, bolj resnično od tistega, česar se spomni.

## Definicija
Leta 1923, po končanju romana Out of Season, se je Hemingway domislil nove teorije pisanja. V A Moveable Feast, po njegovi smrti objavljenih memoriarih, pojasni: »Izognil sem se pravemu koncu, v katerem se ta stari mož obesi, čeprav bi ta dogodek naredil zgodbo napeto.« V uvodnem poglavju Death in the Afternoon primerja njegovo teorijo pisanja z ledeno goro. Hemingwayev življenjepisec Carlos Baker pojasnjuje, da so pri teoriji ledene gore vsa ta dejstva nad površjem vodne gladine, medtem ko je struktura skupaj s simbolizmom skrita očem, torej se nahaja pod površjem gladine. V svojem delu Umetnost romana je Hemingway jasen glede svoje metode: »Kar se je izkazalo za resnično, je to, da če izpustiš znane, sicer pomembne podatke ali dogodke, to naredi zgodbo bolj napeto. Če se izogneš navajanju podatkov, ki ti niso znani, bo zgodba slabša. Mnenja je, da bi lahko bila kvaliteta nekega dela določena s kvaliteto materiala, ki ga je avtor izločil. Hemingway v svoji prozi uporabi ponavljanje, da sestavi kolaž posnetkov, ki nato gradijo celotno sliko. Njegova teorija osvetljuje simbolično vpletenost umetnosti.